# Аделхайд фон Равенсберг
Вижте пояснителната страница за други личности с името Аделхайд.
Аделхайд фон Равенсберг (на немски: Adelheid von Ravensburg; * ок. 1270; † сл. 3 април 1338) е графиня от Равенсберг и чрез женитба ландграфиня на Ландграфство Хесен (1308 – 1328).
Тя е дъщеря на граф Ото III фон Равенсберг († 1306) и съпругата му Хедвиг фон Липе († 1315), дъщеря на Бернхард III фон Липе († 1265).
Аделхайд фон Равенсберг умира след 3 април 1338 г. и е погребана в църквата „Св. Елизабет“ в Марбург.

## Фамилия
Аделхайд фон Равенсберг се омъжва ок. 1297 г. за ландграф Ото I фон Хесен (* 1272; † 17 януари 1328 в Касел), син на ландграф Хайнрих I от Хесен († 1308) и първата му съпруга Аделхайд от Брауншвайг († 1274). Те имат пет деца:

- Хайнрих II, „Железния“ (* пр. 1302, † 1376), 1328 – 1376 ландграф на Хесен, женен 1321 г. за Елизабет фон Майсен (* 1306, † 1368)
- Ото (* 1301, † 1361), от 1331 архиепископ на Магдебург
- Лудвиг Юнкер (* 1305, † 1345), господар на замък Гребенщайн, женен на 15 октомври 1340 г. за Елизабет (Елизе) фон Спонхайм († 1349), баща на ландграф Херман II Учения
- Херман I († 1368/1370), господар на замъците Нордек и Гребенщайн („Блажен“, „Seyligin“ по документ от 12 юли 1370)
- Елизабет († 30 май 1373), омъжена 1346 г. за херцог Рудолф II от Саксония-Витенберг († 6 декември 1370)